# Tuju
O tuju (nome científico: Lurocalis semitorquatus) é uma espécie de ave caprimulgiforme, a família dos bacuraus.
Pode ser encontrada em Argentina, Belize, Bolívia, Brasil, Colômbia, Costa Rica, Equador, Guianas, Guatemala, Honduras, México, Nicarágua, Panamá, Paraguai, Peru, Suriname, Trinidad e Tobago, e Venezuela.

## Nomes populares
O nome tuju foi selecionado como nome vernáculo técnico para a espécie pelo Comitê Brasileiro de Registros Ornitológicos (CBRO) em 2021.

## Subespécies
São reconhecidas cinco subespécies:

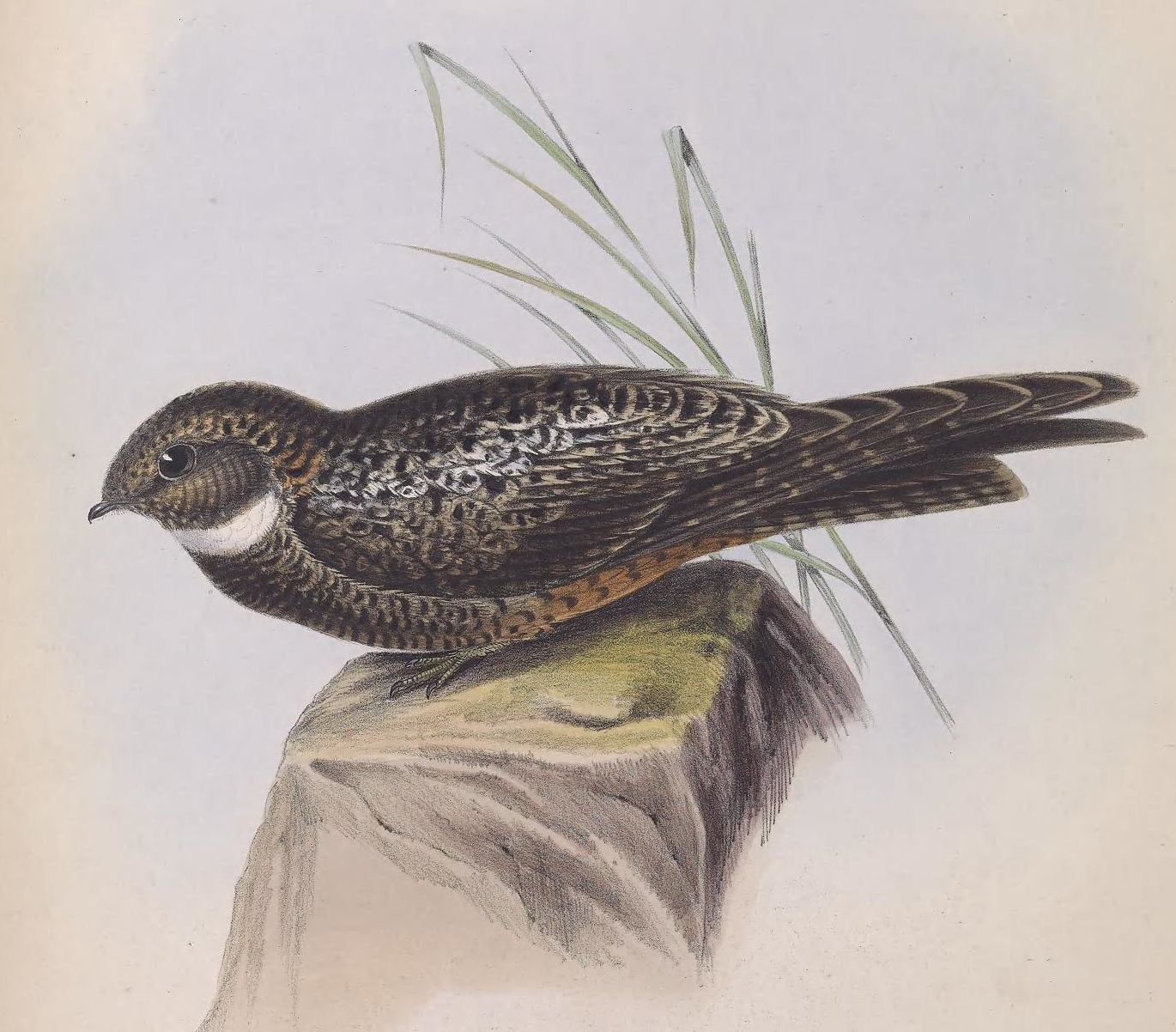

- Lurocalis semitorquatus semitorquatus (Gmelin, 1789) - Ocorre da Colômbia até as Guianas e também na região norte do Brasil. Provavelmente também ocorre nas ilhas de Trinidad e Tobago no Caribe. Esta subespécie foi descrita acima.
- Lurocalis semitorquatus stonei (Huber, 1923) - Ocorre do sudeste do México até o nordeste da Guatemala e do norte de Honduras até o nordeste da Nicarágua, do leste e sudoeste da Costa Rica até o noroeste do Equador. Esta subespécie é menor e marrom mais escuro do que a subespécie nominal, com a porção superior mais intensamente manchada de castanho. As manchas marrons do peito são menores e mais escuras e as porção ventral mais densamente barrada de marrom.
- Lurocalis semitorquatus notivagus (Griswold, 1936) - Ocorre do sul da Costa Rica até o oeste do Equador. Esta subespécie é mais escura do que o subespécie nominal. Suas porções superiores são mais fortemente manchados de castanho, canela eu amarelo-pardacento. O peito é mais escuro e mais manchado de canela.
- Lurocalis semitorquatus schaeferi (Phelps & Phelps, Jr, 1952) - Ocorre no norte da Venezuela. Esta subespécie é semelhante a subespécie nominal, mas sua garganta e peito apresentam mais negro na coloração e menos acastanhado.
- Lurocalis semitorquatus nattereri (Temminck, 1822) - Ocorre no leste do Equador, norte do Peru, Bolívia, no Brasil ao sul do Rio Amazonas até o noroeste da Argentina na província de Missiones. Esta subespécie é similar à subespécie nominal, mas a sua região ventral é mais escura e com barrado marrom mais intenso.